# Piwarski
Piwarski (forma żeńska:  Piwarska) – polskie nazwisko.

## Znane osoby noszące to nazwisko
- Andrzej Jan Piwarski (1938–2025) – polski artysta malarz i grafik;
- Barbara Piwarska (ur. 1933) – polska artystka malarka, rzeźbiarka i graficzka;
- Jan Feliks Piwarski (1794–1859) – polski malarz i grafik;
- Kazimierz Piwarski (1903–1968) – polski historyk.